# Clathria hartmani
Clathria hartmani är en svampdjursart som först beskrevs av Simpson 1966.  Clathria hartmani ingår i släktet Clathria och familjen Microcionidae. Inga underarter finns listade i Catalogue of Life.